# هوغو بيكر
هوغو بيكر (بالفرنسية: Hugo Becker)‏
```
(و. 
1986
 – 
م
)
[
2
]
 هو 
ممثل
، من 
فرنسا
، ولد في 
ميتز
.
```

## التعليم
تعلم في مدرسة فلوران ‏، والأكاديمية الملكية للفنون المسرحية، وConservatoire de Lille ‏.

## وصلات خارجية
- هوغو بيكر على موقع IMDb (الإنجليزية)
- هوغو بيكر على موقع ميتاكريتيك (الإنجليزية)
- هوغو بيكر على موقع روتن توميتوز (الإنجليزية)
- هوغو بيكر على موقع ألو سيني (الفرنسية)
- هوغو بيكر على موقع أول موفي (الإنجليزية)
- هوغو بيكر على موقع قاعدة بيانات الأفلام السويدية (السويدية)
- هوغو بيكر على موقع قاعدة بيانات الفيلم (الإنجليزية)
- هوغو بيكر على موقع ليتربوكسد (الإنجليزية)
- هوغو بيكر على موقع كينوبويسك (الروسية)

هوغو بيكر في قاعدة بيانات الأفلام على الإنترنت